# Harjumägi
La colline de la moraine (estonien : Harjumägi) est un parc situé sur le bastion d'Ingrie, au sud-est de Toompea à Tallinn en Estonie,.

## Présentation
Le parc est situé dans le centre de Tallinn la rue Toompea, la rue Komandandi, le boulevard Kaarli et la place de la Liberté.
Harjumägi (ancien bastion d'Ingrie) demeure jusqu'au XIXe siècle d’accès assez difficile, jusqu'à l'ouverture de la rue Komandandi. 
Depuis 1887, de nombreux cafés en plein air et distractions diverses s'y sont succédé.
Aujourd’hui, Harjumägi constitue un belvédère parfait pour admirer la place de la Liberté et l'église Saint-Jean.

## Galerie

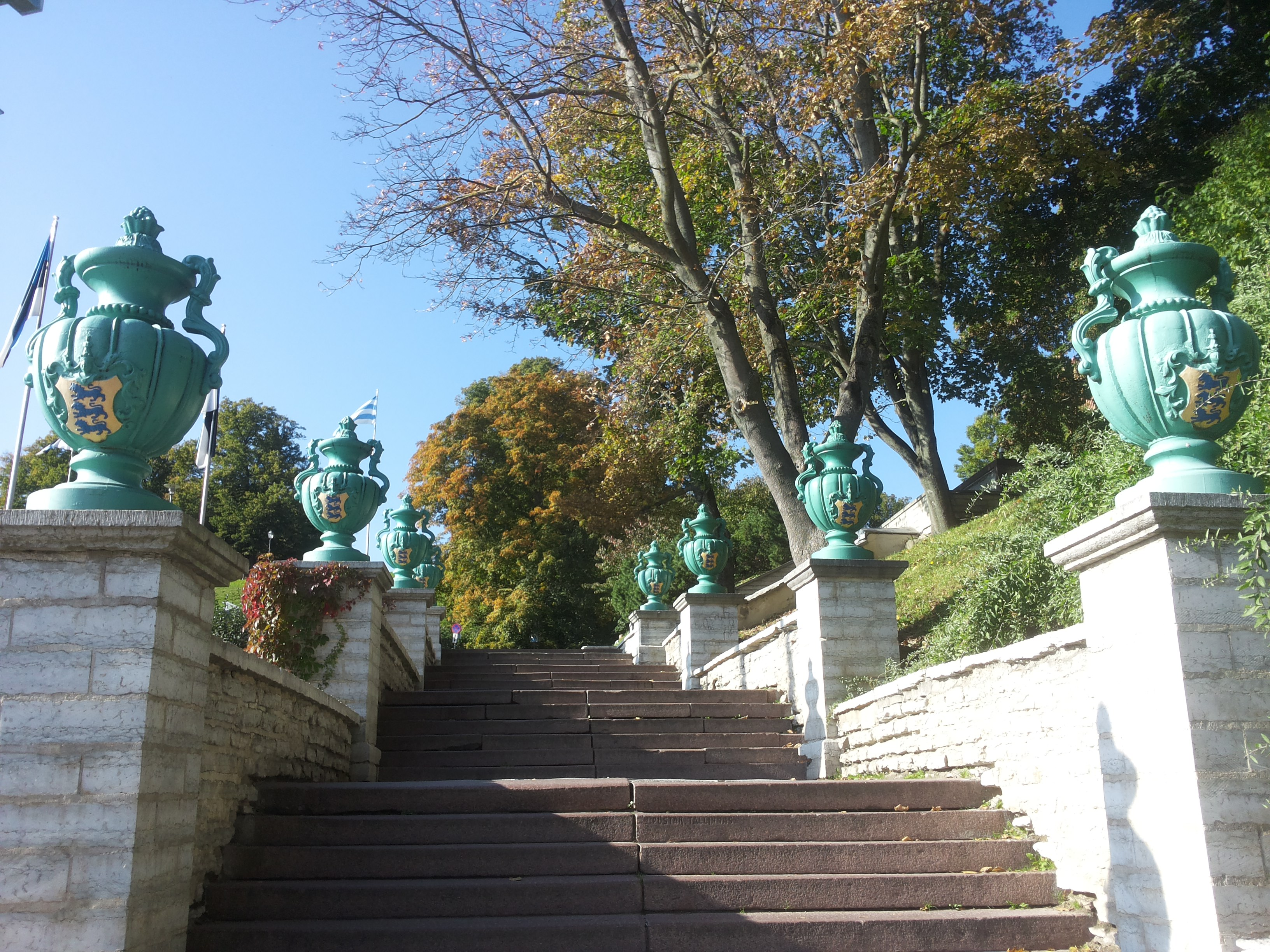
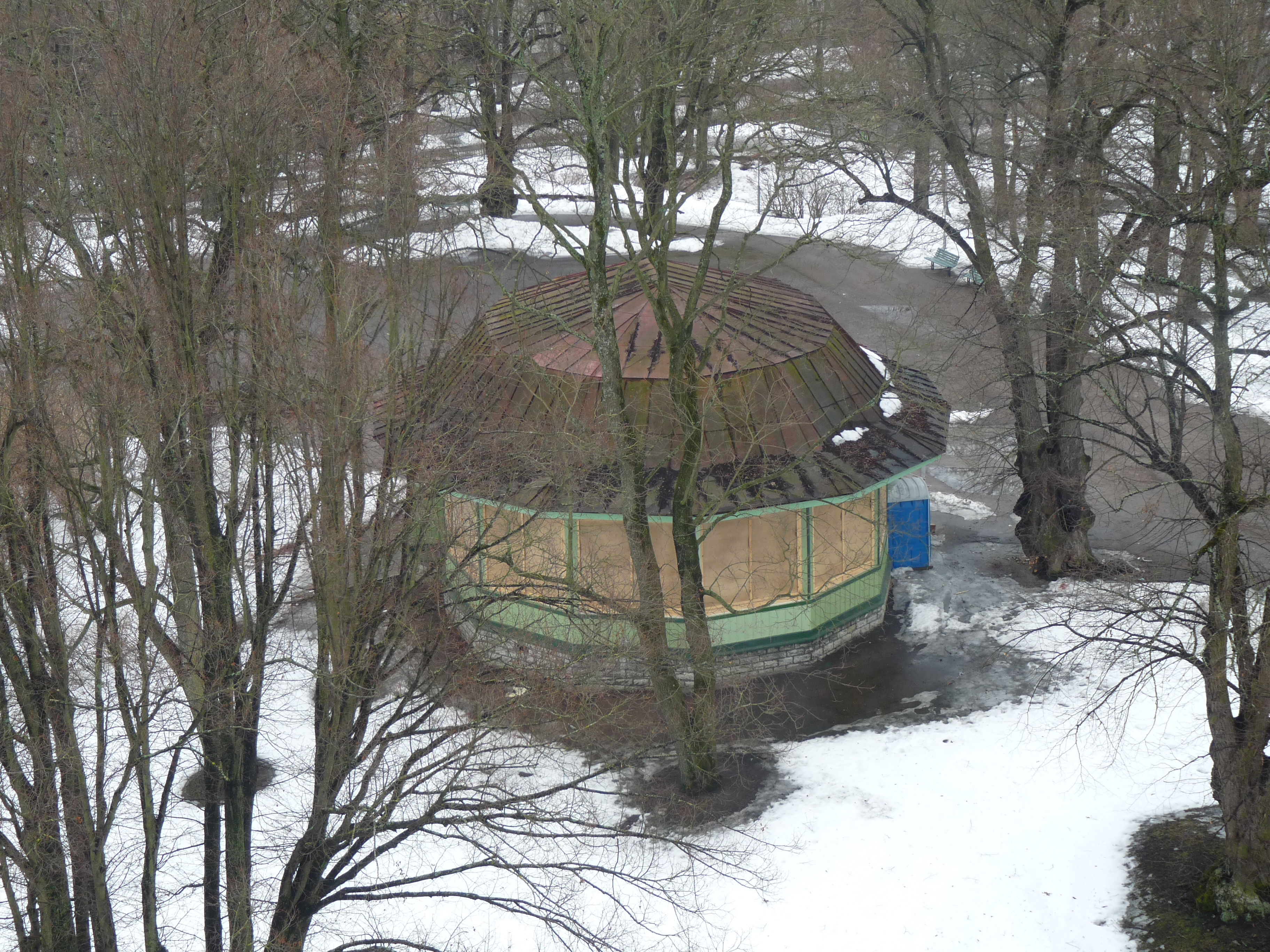
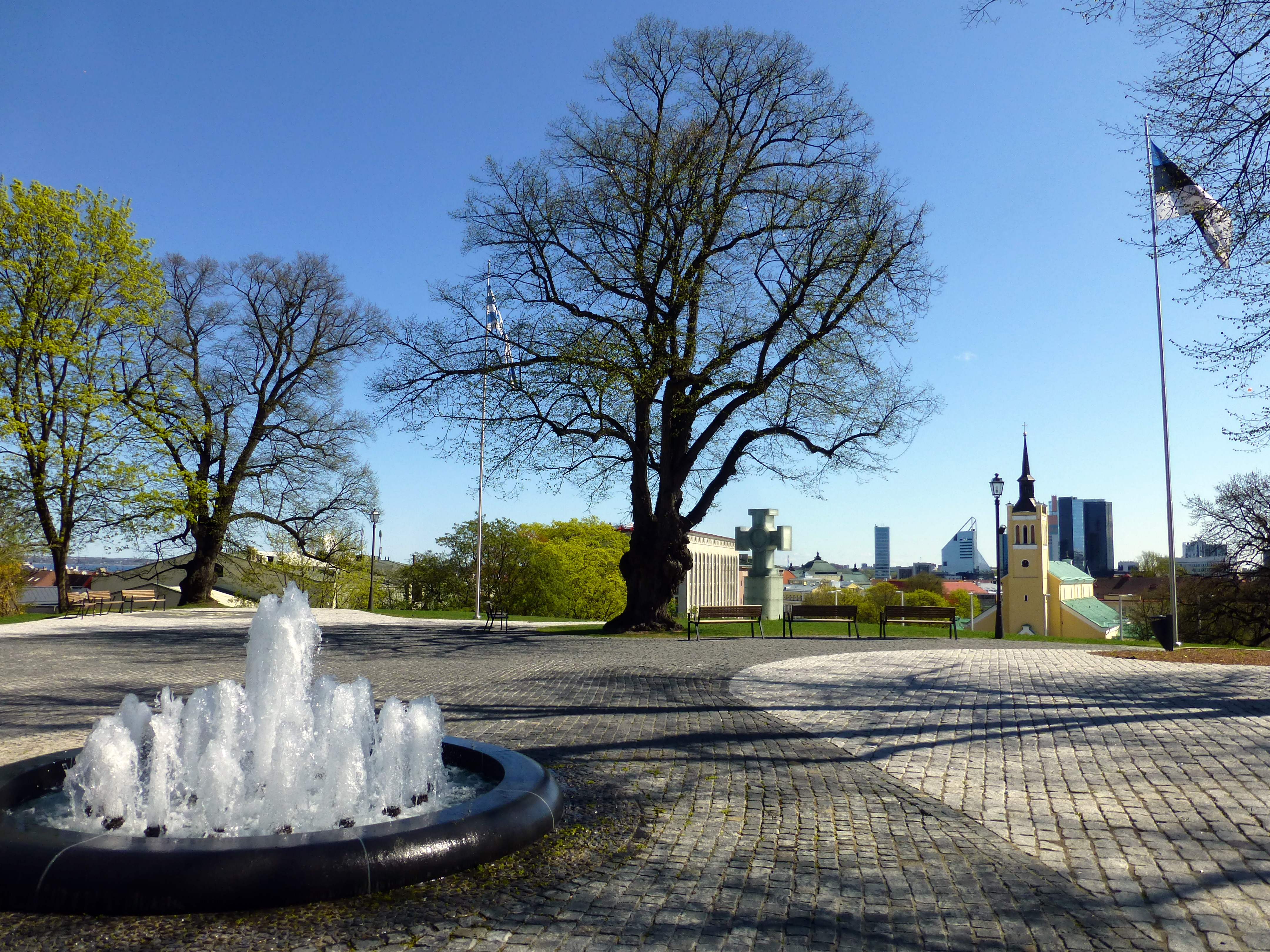

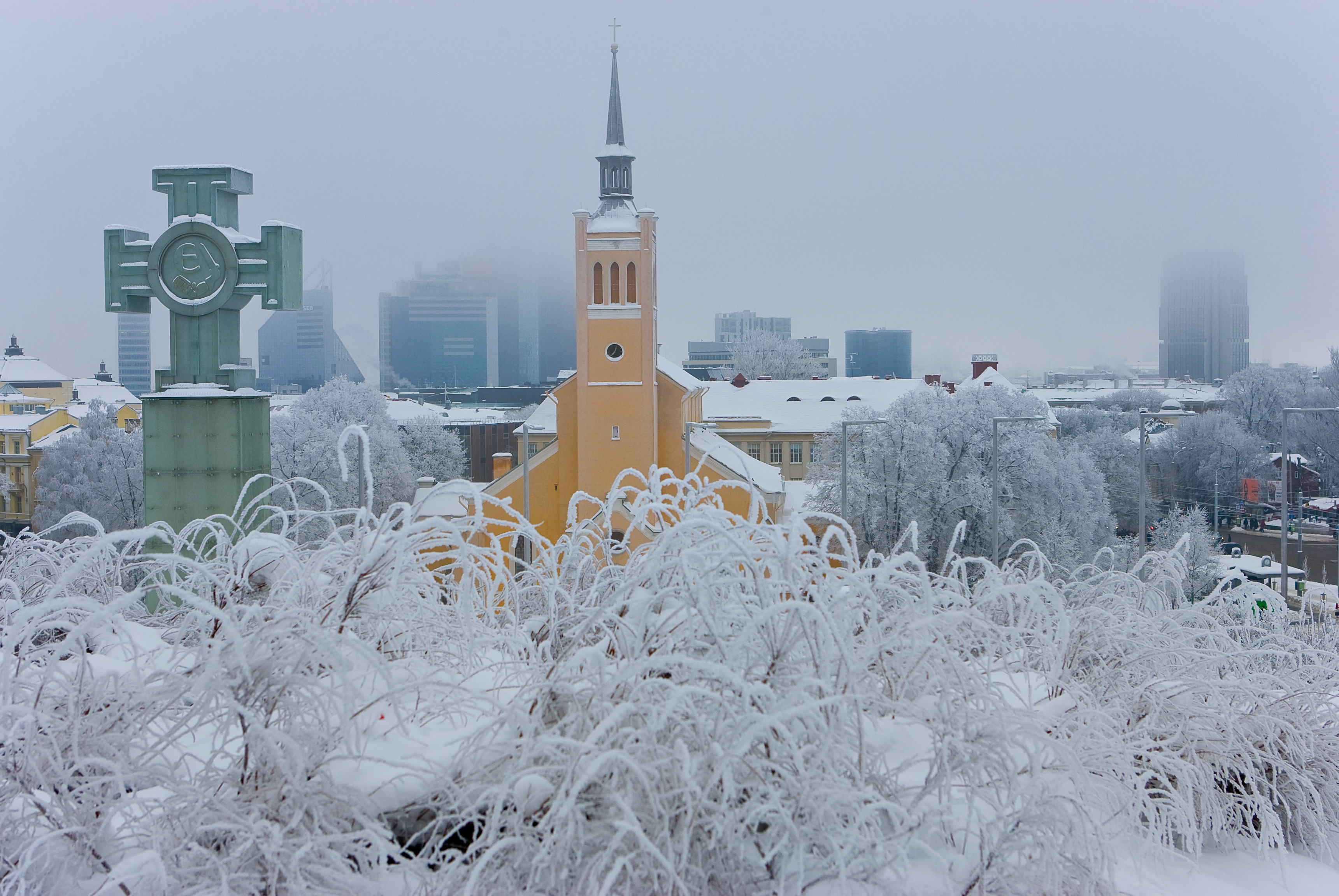
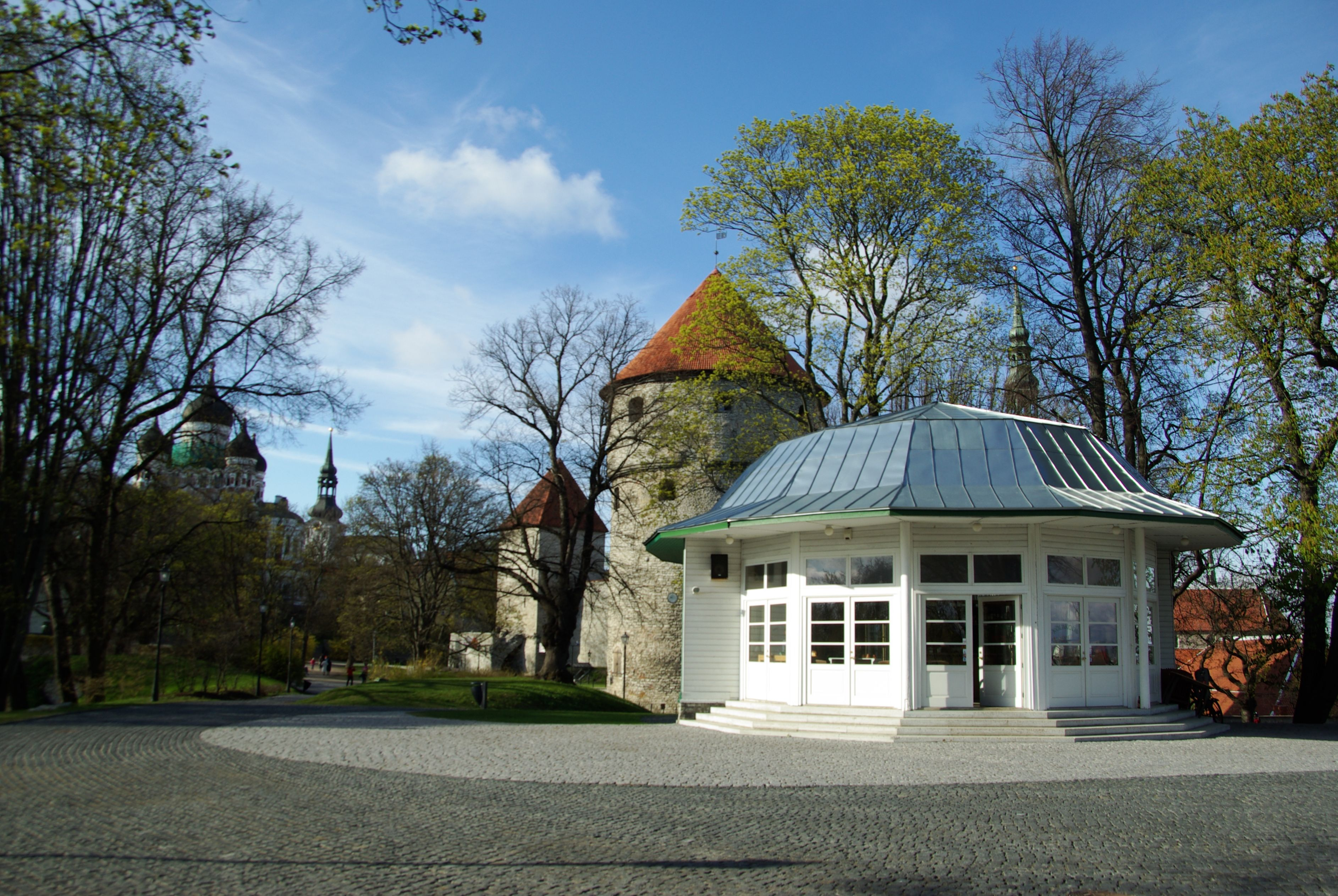
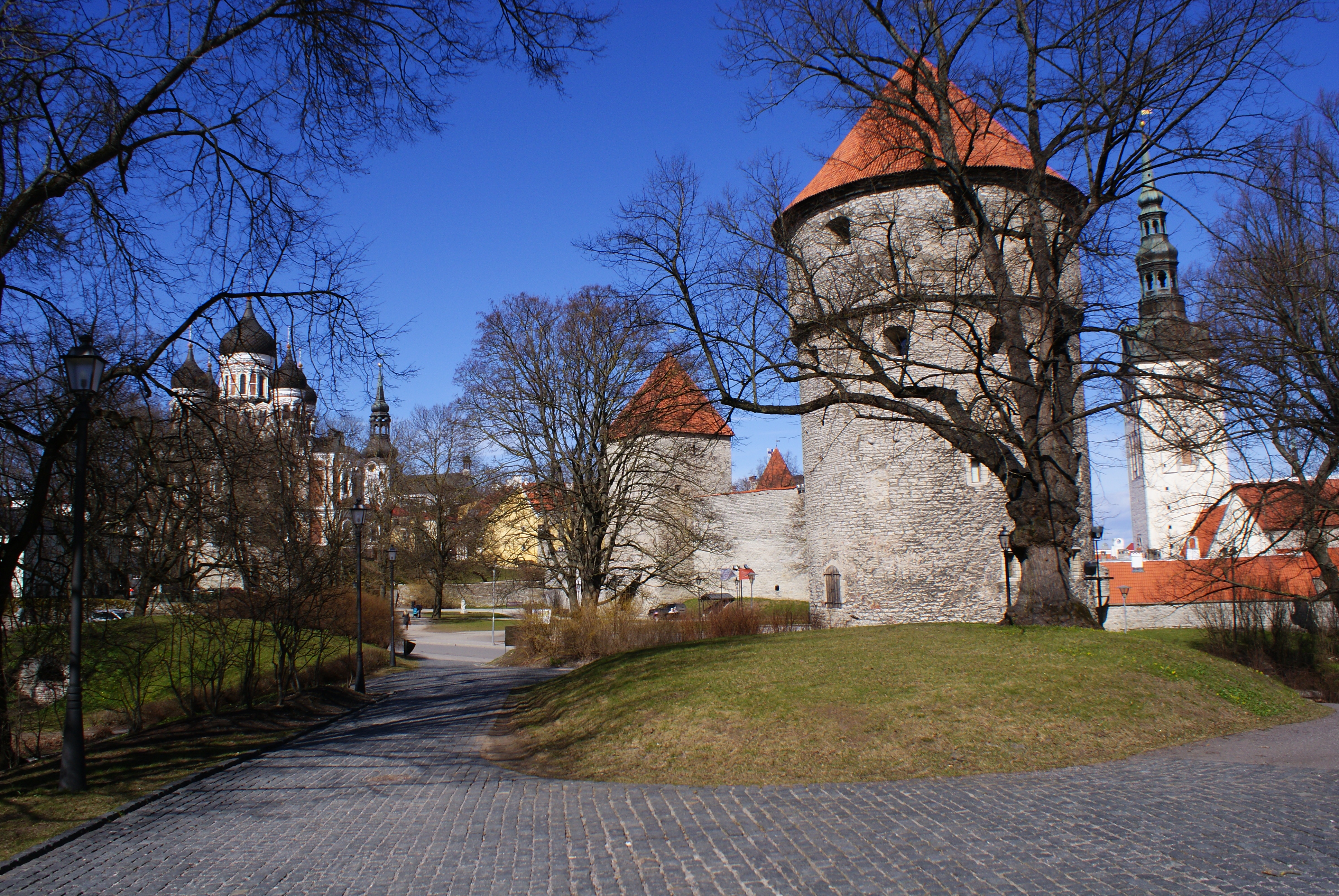